# Hargeysa
Hargeysa (szomáliul: Hargeysa, arabul: هرجيسا, más ismert alakok: Hargeisa, Hargaysa) a de facto független Szomáliföld fővárosa és legnépesebb városa.

## Történelem
A várost 1988-ban a szomáliai kormánycsapatok földig rombolták, lakóinak jelentős részét lemészárolták (ez volt a szomáliföldi népirtás), emiatt Hargeysa kapta az Afrika Drezdája nevet.

## Oktatás
A városban két egyetem és több főiskola működik. Az oktatást olyan tanárok végzik, akik vagy külföldön, vagy a szomáli polgárháborút megelőzően szerezték végzettségüket.

## Gazdaság, idegenforgalom
A városban elsősorban élelmiszeripari üzemek vannak. Ezenkívül található még néhány internetkávéház is a városban.
A városban több szálloda is található (Ambassador, Al-Maan Soor, Oriental Hotel). A város állatkertje különféle, helyben honos állatnak ad otthont.

## Közlekedés
A városi közlekedést busszal oldják meg. A városnak van egy nemzetközi repülőtere, A Hargeysai nemzetközi repülőtér (érdekesség: minden külfölditől megkövetelik, hogy váltson 50 amerikai dollárt helyi pénzre, a szomáliföldi shillingre.

## Kommunikáció
A városban modern telefonrendszer működik, és az internetkávézók segítségével bárki hozzáférhet az internethez. A mobiltelefon-hálózatot három szolgáltató, a Telesom, a Sitalink Solteco és a Telcom működteti.

## Fordítás
Ez a szócikk részben vagy egészben  a   Hargeisa című angol Wikipédia-szócikk fordításán alapul.  Az eredeti cikk szerkesztőit annak laptörténete sorolja fel. Ez a jelzés csupán a megfogalmazás eredetét és a szerzői jogokat jelzi, nem szolgál a cikkben szereplő információk forrásmegjelöléseként.